# کلسیترویک اسید
کلسیترویک اسید (به انگلیسی: Calcitroic acid) با فرمول شیمیایی C۲۳H۳۴O۴ یک ترکیب شیمیایی با شناسه پاب‌کم ۶۴۴۳۸۴۲ است؛ که جرم مولی آن ۳۷۴٫۵۱۴ g/mol می‌باشد. کلستریک اسید قابل حل در آب می‌باشد و در ادرار موجود است.